# Tracey Belbin
Tracey Lee Belbin (Tingalpa, 24 juni 1967) is een Australisch hockeyster. 
Belbin werd in 1988 olympisch kampioen. In 1990 verloor Belbin met haar ploeggenoten de finale van het wereldkampioenschap van het Nederlands elftal.

## Erelijst
- 1987 -  Champions Trophy Amstelveen
- 1988 –  Olympische Spelen in Seoel
- 1990 –  Wereldkampioenschap in Sydney
- 1991 -  Champions Trophy Berlijn
- 1992 – 5e Olympische Spelen in Barcelona